# Зун-Оронгой
Зун-Оронго́й (бур. Зүүн Оронго) — улус в Иволгинском районе Бурятии. Входит в сельское поселение «Оронгойское».

## География
Расположен на левом берегу реки Оронгой (бур. Зγγн Оронго — «левый, или восточный Оронгой»), в 3 км к юго-востоку от центра сельского поселения, улуса Оронгой, в 4 км северо-западнее места впадения реки Оронгой в Селенгу.

## Население
| 2002 | 2010 |
| ---- | ---- |
| 108  | ↘79  |

## Объекты культурного наследия
- Зун-Оронгойская писаница II — памятник археологии; в 5 км от улуса Зун-Оронгой, на левом берегу Селенги.